# Zorzi Trombetta da Modone
Zorzi Trombetta da Modone, noto anche come Zorzi di Nicolò o, erroneamente, come Giorgio Timbotta da Madon (Modone, 1420 ca. – Venezia, prima del 1503), è stato un trombettista e trombonista italiano della Repubblica di Venezia.
Inizialmente trombettiere sulle galee della flotta della Repubblica di Venezia, fu successivamente capo dei Piffari del Doge, dando inizio a una importante "dinastia" di suonatori nella città lagunare. Si ritiene sia stato il primo fiatista professionista a scrivere musica e il suo disegno di un trombone è il più antico a noi noto. Nella prima metà del XV secolo compose uno zibaldone contenente informazioni su velatura e costruzione di navi e vita a bordo, con disegni di strumenti musicali, appunti di astronomia, ingegneria, musica e altro.

## Biografia

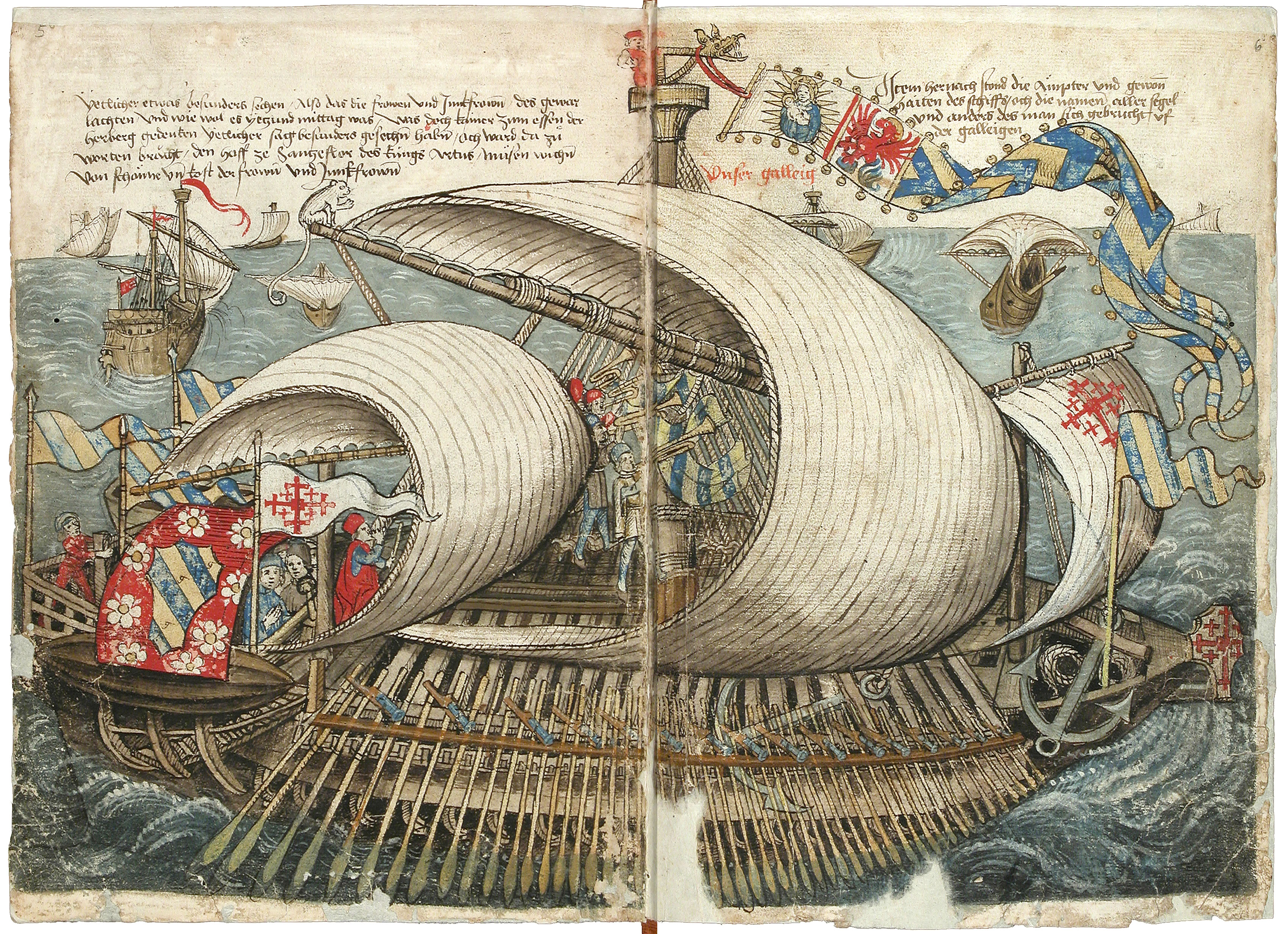
Una galea di Agostino Contarini rappresentata nel diario illustrato di Conrad Grünenberg del suo pellegrinaggio in Terra santa nel 1486 (Biblioteca statale di Karlsruhe, Cod. St. Peter, pap. 32, ff. 5v-6r). Si notino le quattro trombette al centro della nave.

Zorzi di Nicolò nacque probabilmente intorno all'anno 1420. Iniziò infatti la stesura del suo libro nel 1444, ma già nel 1446 cominciò a servire come trombettiere (trombetta, appunto) sulle galere veneziane. In particolar modo, le trombette si trovavano sulle "capitanie", ovvero le galere grosse o da mercato che guidavano la flotta mercantile di Venezia. Verosimilmente non doveva avere più di 20-25 anni all'epoca.
Quasi certamente, prima di imbarcarsi, il giovane Zorzi ricevette un'istruzione, forse nella sua Modone, colonia veneziana sulle coste del Peloponneso. Per spiegare le sue conoscenze di notazione musicale (tutti i brani del suo libro sono trascritti con una notazione mensurale semplificata, con un contrappunto abbastanza rozzo ed estraneo alla scrittura coltivata coeva) si è immaginato il ruolo di un maestro ecclesiastico, che non sarebbe stato estraneo a un certo tipo di conoscenze musicali.
Le trombette di bordo servivano principalmente per effettuare segnalazioni tra imbarcazioni facenti parte della stessa muda. Grazie ai dettagliati resoconti del loro viaggio in Terra santa stilati da Santo Brasca e Felix Fabri, sappiamo che annunciavano l'inizio e la fine della colazione e della cena, suonavano l'adunata nei porti per radunare l'equipaggio e i pellegrini, salutavano e segnalavano la propria presenza alle navi amiche, oltre a suonare in occasioni particolari, come durante la "sosta devozionale" al Santuario di Santa Maria delle Grazie di Lesina. A quanto pare, richieste di intrattenimento musicale durante i lunghi viaggi arrivavano anche dagli stessi ufficiali e patroni delle galee, oltre che dai notabili delle città dove la flotta faceva tappa per approvvigionarsi. Zorzi stesso tra i suoi appunti annota di aver suonato (a pagamento) per dei matrimoni in almeno due occasioni, a Cattaro e Zara.
Fino al 1449 almeno sappiamo che Zorzi rimase impiegato a bordo, a giudicare da quanto scritto sul proprio libro di appunti, mentre per quanto riguarda gli anni 1479-1480 e 1494-1495 esiste della documentazione da cui si deduce che Zorzi viveva ormai stabilmente a Venezia. Purtroppo, con le conoscenze di cui disponiamo al momento, non c'è modo di ricostruire con certezza il periodo di circa trent'anni che resta scoperto dal 1450 al 1480. Possiamo immaginare che l'ultima data sul manoscritto coincida con la data di conclusione del suo servizio sulle navi e il suo trasferimento in città, ma non ne possiamo essere certi.
Tra il 1480 e il 1495 Zorzi risulta comunque certamente affiliato ad almeno tre confraternite: la Scuola Grande di San Marco, la Scuola di Santa Maria dei Mercanti e la Scuola Grande di San Rocco. I musicisti infatti erano molto ricercati perché in cambio dell'affiliazione gratuita erano obbligati a suonare durante le celebrazioni liturgiche e nei giorni di festività particolari.
Ma il documento più antico certamente datato che confermi la presenza di Zorzi a Venezia è una delibera risalente al 7 luglio 1481, riguardante l'aumento di stipendio del complesso dogale, che reca in calce la lista dei suonatori in questione:
| Georgius Nicolai de Mothons      | tubete |
| Hieronymus Georgij dicti filius  | tubete |
|                                  |        |
| Petrus Nicolai de Ragusis        | pifari |
| Georgius Andree paduanus         | pifari |
| Bernardinus Sigismundi tarvisini | pifari |

La lista è chiaramente stata redatta con un ordine ben preciso, innanzitutto suddividendo gli ottoni (tubete) dalle ance (pifari). Ma molto probabilmente Zorzi (qui indicato col patronimico Nicolai, ovvero "di Nicolò") compare in prima posizione per il suo ruolo e prestigio all'interno del complesso. La sua anzianità di servizio e la sua importanza parrebbero confermate dal fatto che la seconda posizione è occupata da suo figlio Girolamo, il primo di tre che saranno membri dell'ensemble dogale. Il nome di "Alvise trombon", il secondogenito, compare in una delibera di assunzione del 23 gennaio 1490, facendo così salire il numero di ottoni a tre. Si tratta di un numero inusuale per l'epoca: ne deduciamo che il ruolo dell'anziano Zorzi fosse ormai quello di direzione e non più di suonatore attivo, rimanendo però abbastanza influente da far assumere un altro dei suoi figli per una formazione che di fatto era già al completo. Colui che presumiamo essere il terzogenito compare invece in una scrittura della Scuola Grande di San Rocco, databile al 1494-1495:
| Ser Çorçi de Nicholò [da Modon] |                        |
| Ser Bernardin de Sigismondo     | pifaro                 |
| Ser Nicolò [di Clementi]        | pifaro ["contra alto"] |
| Ser Zorzi d'Andrea              | pifaro                 |
| Ser Alvixe de Zorzi             | trombon                |
| Ser Jeronimo de Zorzi           | trombon                |
|                                 |                        |
| Ser Bortholamio de Zorzi        | [aggiunto in brosura]  |

Da notare come la lista suddivida nuovamente i membri del complesso in base allo strumento suonato, ma ponga ancora Zorzi al primo posto per il suo ruolo di leader, nonostante tecnicamente facesse parte dei tromboni.

## Illibro di appunti

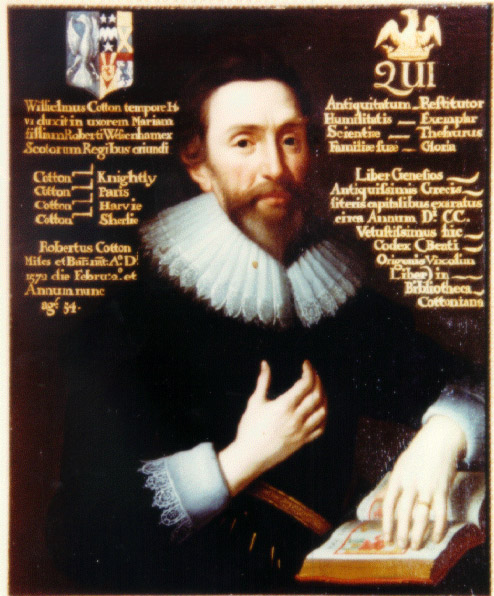
Ritratto di Sir Robert Cotton del 1626, attribuito a Cornelis Janssens van Ceulen.

Composto tra il 1444 e il 1449 da Zorzi "Trombetta" da Modone, già un secolo dopo si trovava in Inghilterra: fu infatti rilegato in un codice miscellaneo con altri manoscritti raccolti da Sir Robert Bruce Cotton (1571-1631). La cosiddetta Biblioteca Cottoniana passò poi agli eredi ed eventualmente fu donata al governo inglese nel 1700. Nel 1731 il volume scampò con minimi danni a un incendio che distrusse molti altri manoscritti della raccolta e nel 1753 entrò a far parte della raccolta del British Museum. Oggi si trova nella collezione della British Library. Il manoscritto, indicato come Cotton MS Titus A XXVI, è consultabile presso la British Library solo previa lettera di presentazione.
Nonostante la descrizione del contenuto del manoscritto di Trombetta nel sito della British Library sia abbastanza lacunosa, l'opera compare -con maggiori dettagli- in A Catalogue of the Manuscripts in the Cottonian Library, Deposited in the British Museum.

### Caratteristiche
Si tratta di un codice di piccolo formato (213x144mm) di fogli di carta filigranata, rilegato successivamente con altri manoscritti. Vergato a penna in veneziano e accompagnato da disegni a inchiostro, vi si possono distinguere tre diverse mani: la parte iniziale riguardante la musica fu composta da due mani differenti dalla seguente, riferibile invece a Zorzi Trombetta da Modone stesso (come anche i disegni).

### Struttura
- 2-8 Musica
- 8v Indice
- 9-11v Le virtù del rosmarino
- 12-16 Costruzione di vele e dimensioni dell'armo
- 16v-19v Problemi di astronomia
- 20-23 Copia di una lettera indirizzata al Papa dall'India, datata 1441
- 23v-25v, 26v Frammenti di resoconti; cinque pagine tagliate, probabilmente contenenti ulteriori resoconti
- 27v-28v Costruzione navale
- 29v-36 Illustrazioni e descrizioni di vari macchinari
- 37-60v Note su costruzione navale, costruzione di vele e problemi di aritmetica con esempi nautici

### Contenuto
Come ci si potrebbe aspettare da un marinaio che era in primo luogo musicista, la prima parte del codice contiene un compendio di rondò tardo-medievali scritti anche in francese antico. Si trovano qui altre due mani (A e B), diverse da quella del proprietario che invece rimane l'unica per tutte le sezioni seguenti. È verosimile che Trombetta abbia fatto copiare della musica a uno scrivano (A) quando comprò il volume ancora bianco, e poi ne abbia fatta aggiungere altra ad un secondo scrivano (B) successivamente.
Il resto del codice contiene altri "appunti" su argomenti che interessavano personalmente Trombetta -come ad esempio problemi matematici- che non sono però necessariamente attribuibili a lui. Era pratica comune dell'epoca infatti creare -per uso personale o meno- una raccolta di materiale proveniente da fonti diverse, cosa di cui possiamo essere certi anche qui per almeno un caso, dato che Trombetta trascrive i dati di un problema incorrettamente ma riesce ciononostante a giungere alla corretta soluzione.

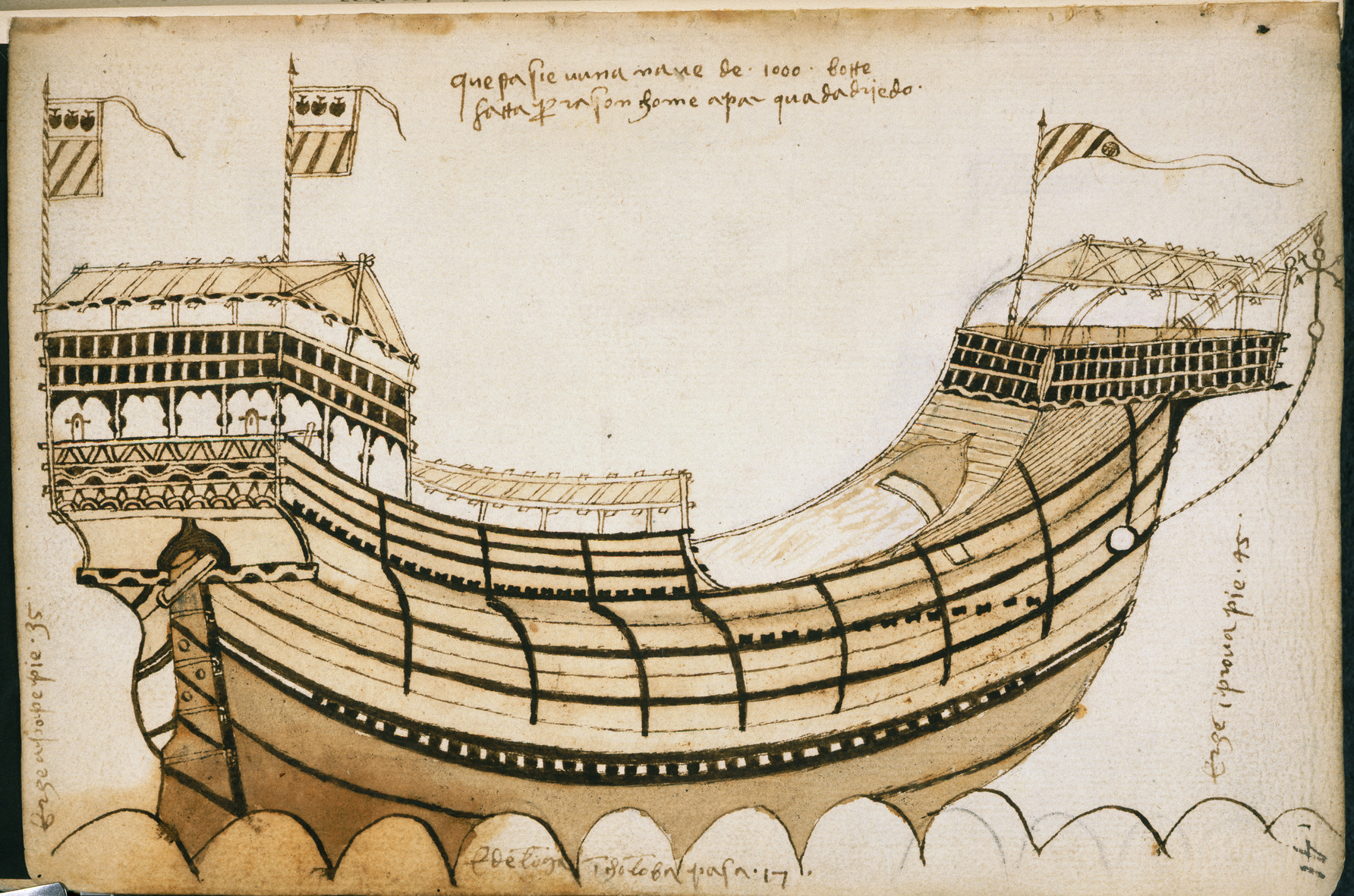
Disegno contenuto nel manoscritto di una nave da "1000 botte" con stendardi della famiglia Moro di Venezia. Zorzi Trombetta fece un viaggio al comando di Lorenzo Moro partendo da Venezia alla volta di Azov, sul Mar Nero, nell'agosto del 1448. CottonTitus A. XXVI, fol.41

Diverse pagine sono dedicate all'ingegneria militare, come per esempio la costruzione di ponti o il lancio di proiettili. Altre riguardano la medicina, con metodi per fermare l'epistassi e le proprietà del rosmarino. Non sorprende inoltre la gran quantità di materiale riguardante la navigazione: una sezione riguardante il taglio delle vele mostra dei paralleli con l'anonimo Libro di marineria conservato alla Biblioteca Nazionale di Firenze (Magliabechiano, cl. XIX cod. 7) e con le Ragioni antique spettanti all'arte del mare et fabriche de vasselli (National Maritime Museum di Greenwich, NVT 19), nonché altri manoscritti dell'epoca. Nonostante si sia apparentemente basato sulle stesse fonti di questi ultimi, Zorzi Trombetta mostra di aver speso energie nel riformulare a modo suo e correggere il testo (o i testi). Anche la parte dedicata alla costruzione navale mostra una personalizzazione delle fonti.
Nel volume viene tenuta traccia anche di piccole transazioni economiche avvenute durante gli innumerevoli viaggi per guadagnare qualche soldo in più, per esempio degli ordini di vino effettuati presso un produttore di Modone (forse un parente?) per conto di altri passeggeri: un'annotazione del 1448 cita due membri dell'equipaggio e suonatori come destinatari di questo commercio, indicandoli come "Girardo pifaro" e "Bartolomeo pifaro".
Essendo come tutti i marinai dell'epoca estremamente superstizioso, Zorzi Trombetta non mancò di trascrivere nel proprio libro alcune preghiere ed epigrammi morali.
Tra 1446 e 1449, durante almeno tre diversi viaggi, aggiunse nello spazio rimasto una serie di annotazioni.

#### La musica
Studiando l'ambitus delle trascrizioni di Zorzi (do2 - mi3) e la condotta melodica dei brani polifonici (specialmente quelli a due voci), sono state scartate le ipotesi che fossero state concepite per trombone o tromba naturale, mentre la tromba a tiro parrebbe la destinazione più accreditata. Per quanto riguarda i brani a tre voci invece l'ipotesi più probabile parrebbe quella di un ensemble con due piffari e una tromba a tiro.